# Balança comercial

Les deu primeres economies quant al comerç internacional

La balança comercial és la diferència entre el valor monetari de les exportacions i importacions de béns o mercaderies i serveis (depèn del país) en una economia durant un període determinat.

## Definició comptable
La balança comercial d'un estat és un element de la comptabilitat nacional,que enumera i resumeix les seves exportacions i importacions de mercaderies i serveis comercials (coneguda com la balança de béns i serveis). No obstant això, en algunes classificacions, incloent-hi la comptabilitat nacional francesa el terme «balança comercial» està limitat al comerç de mercaderies, amb exclusió dels serveis.
Els productes i serveis poden incloure: productes manufacturats, matèries primeres, productes agropecuaris (inclosos tots ells en la balança comercial), els viatges i el transport, el turisme, les empreses de prestació de serveis i consultoria (de vegades no inclosos), etc.
L'equilibri de la balança comercial és la diferència entre els valors de les exportacions i importacions de béns i serveis. Una balança comercial positiva vol dir que el país exporta més béns i serveis del que importa: el que s'anomena un «superàvit comercial». Quan és negatiu, se l'anomena «dèficit comercial».
El mesurament de la balança comercial pot ser problemàtic, atesa la dificultat de registrar totes les dades empresarials. Un exemple d'aquest problema és el següent: quan tots els superàvits i dèficits comercials s'agreguen, sembla que el món té un superàvit comercial amb ell mateix, d'uns quants punts. Això no pot ser el cas, donat que totes les transaccions són un crèdit o dèbit en el compte de cadascun dels països i, per tant, aquesta balança ha de ser equilibrada. Una explicació per això pot estar en les transaccions per rentar diner negre, o altres problemes.

## Anàlisi econòmica

### Causes i factors
Els factors que poden influir en la balança comercial són les següents: les taxes de canvi, la competitivitat de les empreses, els tractats de lliure comerç, els aranzels, les barreres no aranzelàries a la duana, i la deslocalització o relocalització de les empreses nacionals.

### Punt de vista del lliure comerç
Un intercanvi comercial és mútuament beneficiós per a les parts que intervenen, i implica un enriquiment per a tots dos, les paraules «excedent» i «dèficit» no són, doncs, apropiades en la mesura que suposen, respectivament, l'enriquiment i l'empobriment. Van aparèixer en el mercantilisme, la doctrina segons la qual és millor exportar béns (moneda d'adquisició contra la propietat) que no pas importar-ne Van sobreviure per la tradició i la persistència de la doctrina mercantilista (fins i tot a través del keynesianisme).
Si ni el superàvit o el dèficit comercial són perillosos per a l'economia nacional, poden tanmateix ser el signe i la causa d'altres problemes econòmics (en cas de deficiència: la debilitat de la indústria, la sobrevaloració de la moneda per afavorir els béns importats en relació amb la producció nacional, o viceversa en cas d'excés, baix consum o sub-valuació de la moneda, permet als estrangers comprar barat les instal·lacions industrials al país).
Per avaluar la situació d'un país en relació a la resta del món (evolució de l'estalvi i del deute, la participació de capital en mans d'estrangers o a l'estranger), el saldo comercial no és suficient: és un component de la balança corrent, part en si mateixa de la balança de pagaments. Per exemple, un país molt turístic pot tenir una balança comercial deficitària i una balança corrent positiva (si les despeses dels turistes paguen més que l'excés d'importacions sobre les exportacions).
Per a Frédéric Bastiat, el dèficit disminueix durant les recessions i augmenta durant les èpoques de bonança.

### Punt de vista proteccionista
El dèficit de la balança comercial és un problema per a l'economia de l'estat, es crea la desocupació. Ha de ser abordat mitjançant la realització de les polítiques públiques.